# The Search (Star Trek: Deep Space Nine)
"The Search" és un episodi en dues parts, que suposen el primer i segon episodis de la tercera temporada de la sèrie de televisió de ciència-ficció estatunidenca Star Trek: Deep Space Nine, el 47è i 48è de tota la sèrie. Originalment es van emetre en redifusió a partir del 26 de setembre (primera part) i 3 d'octubre (2a part) de 1994. Fou dirigit per Kim Friedman (Part I) i Jonathan Frakes (Part II) en base a un guió de Ronald D. Moore (Part I) i Ira Steven Behr (Part II).
Ambientada al segle XXIV, la sèrie segueix les aventures a Espai Profund 9, una estació espacial situada prop d'un forat de cuc estable entre els Quadrants Alfa i Gamma de la Via Làctia, prop del planeta Bajor, mentre els bajorans es recuperen d'una brutal ocupació de dècades pels imperialistes cardassians. Durant aquest període, el comandant de l'estació, el comandant de la Federació Sisko, interpretat per Avery Brooks, intenta entendre la naturalesa de les forces alienígenes a la regió.
És un episodi de dues parts, que s'ha relacionat amb l'episodi precedent "The Jem'Hadar", per formar essencialment una trilogia completa de tres episodis.
Marca la primera aparició de la nau espacial fictícia USS Defiant, que juga un paper important durant la resta de la sèrie. També marca la primera aparició de la   insígnia de comunicador després que fos dissenyada per a Star Trek: Generations.

## Argument

### Part 1
L'episodi anterior va marcar la primera ocasió que algú del Quadrant Alfa havia conegut els Jem'Hadar i havia sobreviscut per explicar la història, ja que el Domini va fer una demostració molt contundent tant de les seves habilitats com de les seves intencions, principalment destruint una nau espacial de classe Galaxy que sortia del Quadrant Gamma.
Aquest episodi comença amb la Major Kira liderant una discussió a Ops sobre la millor manera de preparar-se, en cas que el Domini llanci un atac a través del forat de cuc. Mentre l'equip arriba a la depriment conclusió que l'[Espai Profund 9]] només podia esperar resistir-se a ser pres durant com a màxim dues hores, una nau estel·lar inusual apareix a tres-cents metres de l'anell d'acoblament. El Comandant Sisko ha tornat de la Terra en l'USS Defiant recentment comissionat.
El comandant explica a la tripulació tot sobre la nova nau a la sala de conferències. Prototip sobrepoderós dissenyat originalment per combatre els Borg, el "Defiant", ha estat tret del magatzem i equipat amb un dispositiu de camuflatge romulà. Sisko presenta dos nous oficials: un subcomandant romulà, que supervisarà l'ús correcte del dispositiu de camuflatge, i el tinent comandant Michael Eddington, de Seguretat de la Flota Estel·lar. Odo sospita immediatament de l'oficial de seguretat d'alt rang. Quan la sessió informativa conclou, s'enfronta a Sisko i, després d'una conversa antagònica, li promet la seva dimissió com a cap de seguretat de l'estació en una hora. La tripulació de comandament, incloent-hi el Doctor Bashir, el Cap O'Brien i la tinent Dax, així com Odo i Quark, van partir l'endemà al matí amb la Defiant en una missió per trobar els Fundadors, líders del Domini, per establir termes pacífics per a l'exploració de la Federació del Quadrant Gamma. Durant aquesta missió, Odo desenvolupa una fascinació aparentment inexplicable per la Nebulosa d'Omarion. La tripulació al principi aconsegueix evadir les patrulles del Domini amb el nou dispositiu de camuflatge, tot i que les naus Jem'Hadar semblen capaces de detectar alguna cosa mentre la Defiant viatja a velocitat de curvatura.
Les investigacions de la tripulació els porten a un relé de comunicacions aïllat i aparentment indefens. El cap O'Brien i el tinent Dax són enviats en una missió per aprendre què poden dels bancs de memòria del relé. Mentre transmeten les coordenades d'on l'estació de relé envia el 80% del seu trànsit de comunicacions, la parella és atacada i les comunicacions es bloquegen. Amb tres naus Jem'Hadar també en camí d'interceptar, el comandant Sisko pren la difícil decisió de mantenir el "Defiant" camuflat i deixar els seus dos oficials a la seva sort.
Mentre la tripulació s'adapta a aquesta pèrdua, i a mesura que l'obsessió d'Odo amb la nebulosa Omarion s'aprofundeix, una patrulla Jem'Hadar aconsegueix detectar el "Defiant" a través del seu camuflat i llançar un atac. La tripulació aconsegueix destruir una de les naus del Domini abans que l'energia principal es desconnecti i el "Defiant" perdi els escuts. Desenes de tropes Jem'Hadar pugen a bord de la nau. En el combat posterior, el subcomandant romulà queda inconscient i la major Kira aparentment és disparada per una arma de raig Jem'Hadar.
Odo rescata a Kira, que s'escapa en una petita llançadora. Odo informa a Kira que actualment es troben de camí cap a la Nebulosa Omarion. Ella es consterna, li recorda que no va consentir que la posessin en la seva situació actual i argumenta que haurien d'haver tornat directament al Quadrant Alfa. Utilitzant els sensors de la nau, Kira detecta un planeta interestel·lar de classe M dins de la Nebulosa Omarion. Odo decideix aterrar al planeta. Allà, Odo i Kira troben un aparent llac de  canviants de forma, mentre un grup d'ells se solidifica i dóna la benvinguda a Odo a casa.

### Part 2
Odo i Kira han aterrat en un planeta sense estrelles a la Nebulosa Omarion, que han descobert que és el món natal d'Odo. Una canviadora de forma femenina l'anima a començar el lent procés d'aprendre qui és i descobrir el vincle que comparteixen, conegut com el "Gran Vincle". Odo està content de retrobar-se amb la seva gent, però no els agrada Kira perquè és una forma de vida "sòlida". Mentrestant, obligats a abandonar el "Defiant" durant l'atac Jem'Hadar dies abans, Sisko i Bashir viatgen sols en una llançadora quan O'Brien i Dax, que han conegut els Fundadors, els rescaten. En tornar a l'estació espacial, Sisko s'assabenta que la Federació està negociant un tractat de pau amb el Domini, representat per un dels Fundadors, un Vorta anomenat Borath.
Quan Sisko descobreix que els romulans han estat exclosos de les converses de pau, expressa la seva preocupació a l'almirall Nechayev, però ella ignora les seves pors. A l'altre costat del forat de cuc, Kira no pot contactar amb Sisko a causa de la interferència d'una font d'energia oculta, mentre Odo lluita amb les seves "lliçons" de canvi de forma. Més tard, la canviadora de forma li diu a Odo que van arribar a aquest planeta aïllat fa molt de temps, com a resultat de la persecució a mans dels sòlids, i després revela que va ser enviat de petit per explorar la galàxia i després tornar a casa.
Mentre busca Odo, Kira descobreix una porta tancada, una cosa que prt sls canviadors de forma no tindrien cap ús. Això desperta la seva curiositat. De tornada a l'estació espacial, un soldat Jem'Hadar inicia una baralla amb O'Brien, en part perquè els nouvinguts han rebut carta blanca. Sisko descobreix llavors que la Federació ha signat el tractat, acordant donar el control del sector bajorà, inclosa l'estació i el forat de cuc, al Domini. Malgrat les objeccions de Sisko, ell i la seva tripulació seran reassignats.
Un Odo feliç li diu a Kira que ha decidit quedar-se amb la seva gent, però Kira li demana que l'ajudi a arribar a la font d'energia oculta abans que marxi. S'intriga quan Kira revela que és darrere de la porta tancada que ha trobat. Mentrestant, soldats Jem'Hadar disparen a sang freda a l'oficial romulà T'Rul i després ataquen un Sisko indignat. Decidint que les coses s'han descontrolat, Sisko s'uneix a Garak, Dax, Bashir i O'Brien en una missió suïcida per robar un runabout, col·lapsar el forat de cuc i mantenir el Domini al seu costat de la galàxia durant dècades.
Garak rep un tret mentre Sisko i els altres escapen. Un cop a bord d'un runabout, disparen contra el forat de cuc, col·lapsant-lo en una explosió encegadora. Mentrestant, Odo obre la misteriosa porta, on ell i Kira troben soldats Jem'Hadar esperant. Els dos són portats a una sala d'interrogatoris on Sisko i la tripulació del "Defiant" seuen amb els ulls tancats i dispositius enganxats al cap. Borath és allà realitzant una simulació de realitat virtual amb la tripulació per determinar quant sacrificaran per evitar la guerra amb el Domini. Aleshores arriba la canviadora de forma, revelant que la seva gent són els misteriosos Fundadors. Entristit perquè la seva pròpia raça és responsable de tanta mort i misèria, Odo exigeix que els seus amics siguin alliberats i després decideix tornar amb ells. Sorprès que les seves experiències des de l'atac del "Defiant" no hagin passat realment, Sisko i la tripulació tornen a l'estació. Coneixent la veritat sobre la seva gent, Odo ara sap que, tot i que es pot sentir com un foraster, el seu lloc és amb els seus amics.

## Artistes convidats
- Martha Hackett - T'Rul
- Salome Jens – Dona canviant
- John Fleck - Ornithar
- Kenneth Marshall - Michael Eddington
- Andrew J. Robinson - Garak
- Natalija Nogulich - Almirall Nechayev
- William Frankfather – Dona canviant
- Dennis Christopher - Borath
- Tom Morga - Soldat Jem'Hadar
- Diaunté – Guàrdia Jem'Hadar
- Christoper Doyle - Oficial Jem'Hadar
- Majel Barrett – Veu de l'ordinador

## Significat de l'arc
A causa de l'amenaça del Domini, Sisko rep el comandament d'una nau de guerra de la Federació, l'USS "Defiant", que està equipat amb un dispositiu de camuflatge prestat als romulans a canvi de la intel·ligència que recopilen.
En aquest episodi, el personatge T'Rul, interpretat per Martha Hackett, va ser presentat per operar el dispositiu de camuflatge romulà de la "Defiant".

## Producció
Els guionistes de l'episodi van veure la introducció del Defiant com una necessitat, ja que "Deep Space Nine" necessitava una defensa significativament més forta contra el poderós Domini que les tres petites naus de guerra mostrades fins ara. El productor Rick Berman havia d'estar convençut que el "Defiant" tenia un dispositiu de camuflatge, però finalment va estar-hi d'acord quan li van explicar que aquest era un cas aïllat i que hi havia limitacions. Ronald D. Moore havia planejat originalment anomenar la nova nau "USS Valiant", però això va ser rebutjat perquè la mateixa lletra inicial hauria estat massa similar a la de l'"USS Voyager" de la nova sèrie "Star Trek: Voyager". Per tant, Moore va canviar el nom a "Defiant".
Tot i que la primera part del doble episodi se centra en tractar un gran conflicte a nivell galàctic, la segona part només sembla ser-ne una continuació. En revelar que les experiències dels altres membres de la tripulació del "Defiant" eren simplement una simulació, Ira Steven Behr volia demostrar que el viatge personal d'Odo és en realitat el tema central de la segona part.

## Recepció
Keith DeCandido va qualificar la primera part de "The Search" a "tor.com" el 2013 com un bon episodi de "Star Trek: Deep Space Nine" i una digna introducció a una nova temporada. Va considerar que a l'episodi li faltava una trama independent, ja que estava concebut principalment com una continuació de "The Jem'Hadar" i una preparació per a la resta de la sèrie. Tanmateix, li va agradar el resultat final. DeCandido va trobar la història d'Odo intrigant; va trobar que el Domini era un nou adversari interessant, i també li va agradar la introducció del Defiant i els nous personatges secundaris Eddington i el Fundador. DeCandido també va qualificar la segona part com un bon episodi. Va trobar la història d'Odo excel·lent, especialment la revelació que els seus companys canviants són els fundadors del Domini. DeCandido va sentir que el personatge d'Odo s'havia desenvolupat significativament a través de les experiències d'aquest episodi. La història que envolta la realitat virtual a la qual es transporten els altres personatges principals va deixar DeCandido amb sentiments contradictoris. De fet, va trobar l'escenari força emocionant, però va trobar que els personatges simulats (per exemple, Quark, Nechayev i Eddington) estaven massa simplificats, i tot l'escenari en última instància tenia poc sentit. Per exemple, va trobar incomprensible per què els romulans es classifiquen com a disruptius, mentre que els klíngons no, o que la Federació simplement cedís Bajor al Domini.
El moment en què Sisko desclou la nau espacial "Defiant" per primera vegada va ser qualificat com un dels 35 millors moments de "Star Trek" el 2015, per Geek.com, destacant que va marcar un «Gran començament» per a la tercera temporada. L'episodi també va ser destacat per Wired com un episodi crucial de la sèrie, que ajuda a explicar els orígens d'Odo, ambientant la saga de la Guerra del Domini amunt i introduir la nau espacial "Defiant", que seria un element argumental important en molts episodis posteriors.
El 2015, Geek.com va recomanar aquest episodi com a "visualització essencial" per a la seva guia abreujada de marató de sèries de Star Trek: Deep Space Nine. Assenyalen que la tercera temporada va marcar l'arribada del guionista Ronald D. Moore, i un ús més gran d'arcs narratius més llargs.
Wired (edició del Regne Unit) va recomanar "The Search" com un dels millors episodis de la franquícia, en la seva revisió d'episodis per veure en un servei de transmissió de vídeo.
El 2018, CBR va qualificar "The Search" juntament amb l'episodi anterior "The Jem'Hadar", com la 14a millor història multiepisodi de Star Trek. Assenyalen el triple efecte de la introducció de l'USS Defiant, establint la letalitat dels Jem'hadar i vinculant les connexions argumentals relacionades amb Odo. El 2020, Io9 va dir que "The Search" (ambdues parts) era un dels episodis "imprescindibles" de la sèrie, introdueix el Defiant i vincula Odo amb el Domini.

## Llançament
L'episodi es va estrenar el 3 de juny de 2003 a Amèrica del Nord com a part de la caixa recopilatòria DVD de la temporada 3. Aquest episodi es va publicar el 2017 en DVD amb la caixa completa de la sèrie, que tenia 176 episodis en 48 discs.
El 6 de juliol de 1999, ambdues parts de "The Search" es van publicar en LaserDisc als Estats Units. Publicat per Paramount Home Video, el disc de doble cara de 12" tenia una durada total de 92 minuts.
Aquest episodi es va publicar al Regne Unit en VHS amb les parts I i II en un casset (VHR 4135).

## Novel·lització
"The Search" va ser novel·lada per l'autora Diane Carey i publicada el 1994.